# Deliver Us from Evil (film, 2020)
Pour plus de détails, voir Fiche technique et Distribution.
Deliver Us from Evil (en coréen : 다만 악에서 구하소서 ; RR : Daman akeseo goohasoseo) est un film d'action sud-coréen écrit et réalisé par Hong Won-chan et sorti en 2020 en Corée du Sud. Il raconte l'histoire d'un tueur à gages qui envisage de se retirer après un dernier contrat, mais qui se retrouve lié à une affaire d'enlèvement en Thaïlande et pris pour cible par un homme dont il a assassiné le frère. 
Principalement tourné en Thaïlande, il totalise plus de 4 millions d'entrées au box-office sud-coréen de 2020. Il marque les retrouvailles des acteurs Hwang Jeong-min et Lee Jeong-jae depuis New World (2013).

## Synopsis
In-nam (Hwang Jeong-min), un tueur à gages ayant terminé son dernier contrat et qui envisage de se retirer, apprend un cas d'enlèvement en Thaïlande et que l'affaire lui est en quelque sorte liée. En route pour la Thaïlande, il fait équipe avec son assistant Yoo-yi (Park Jeong-min) pour travailler sur l'affaire, cependant, il se retrouve bientôt pourchassé par Ray (Lee Jung-jae), un homme dont il a assassiné le frère.

## Fiche technique
- Titre original : 다만 악에서 구하소서
- Titre international : Deliver Us from Evil
- Réalisation et scénario : Hong Won-chan
- Photographie : Hong Kyeong-pyo
- Montage : Kim Hyeong-joo
- Musique : Mowg
- Production : Kim Cheol-yong
- Société de production : Hive Media Corp.
- Société de distribution : CJ Entertainment
- Pays d’origine :  Corée du Sud
- Langue originale : coréen, thaï, anglais
- Format : couleur
- Genre : action
- Durée : 108 minutes
- Date de sortie :
  -  Corée du Sud : 5 août 2020

## Distribution
- Hwang Jeong-min : In-nam
- Lee Jeong-jae : Ray
- Park Jeong-min : Yoo-Yi